# Algyroides moreoticus
Espèce
Statut de conservation UICN

 NT  : Quasi menacé
Algyroides moreoticus est une espèce de sauriens de la famille des Lacertidae.

## Répartition
Cette espèce est endémique de la Grèce. Elle se rencontre au Péloponnèse et dans les îles Ioniennes de Zante, de Céphalonie et d'Ithaque.

## Description
Ses habitats naturels sont les forêts et zones arbustives tempérées et les plantations.

## Publication originale
- Bibron & Bory de Saint-Vincent, 1833 : Expédition scientifique de Morée, Zoologie Reptiles et poissons. Polypiers. Paris, Strasbourg, F.G. Levrault.